# Mehrzweckkampfflugzeug

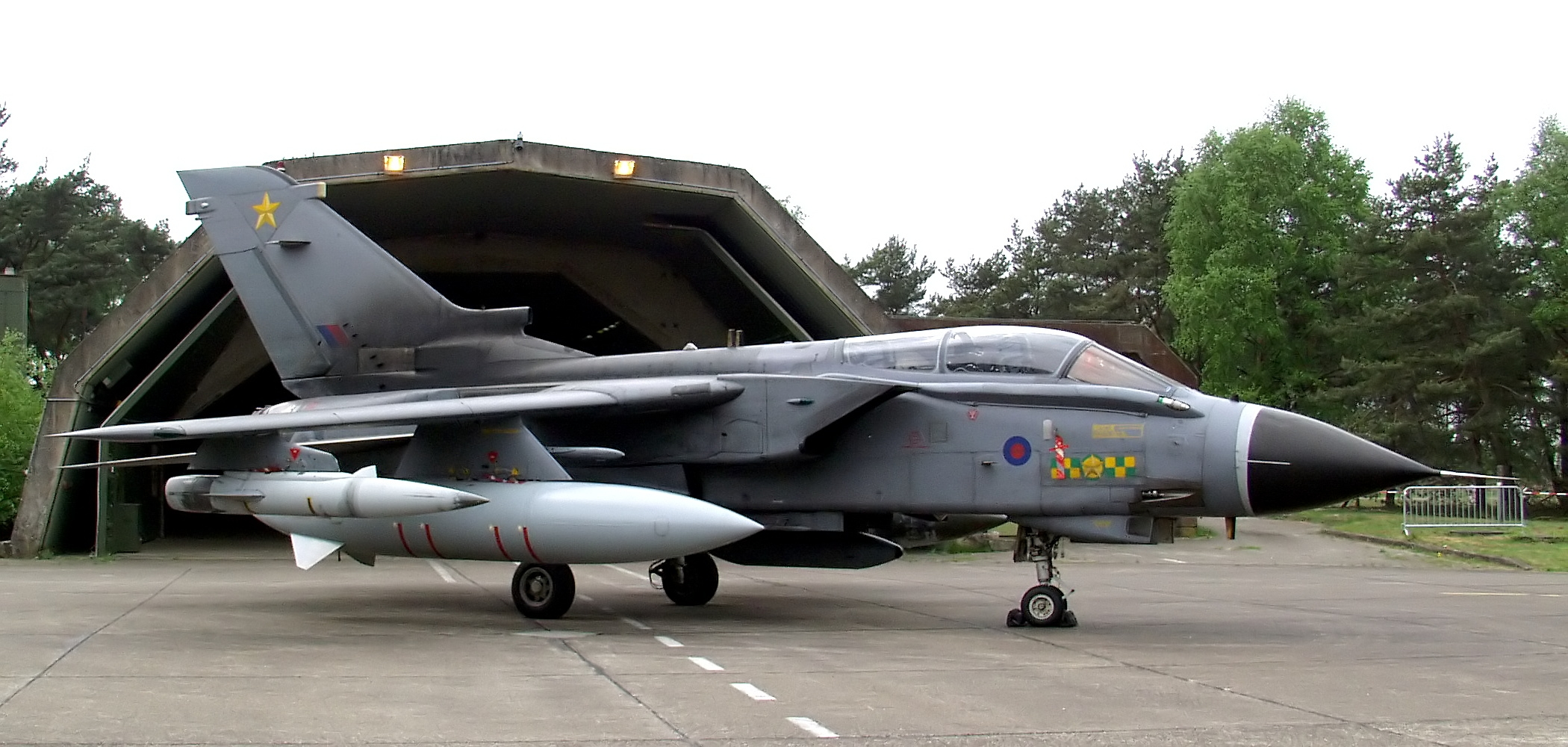
Panavia Tornado

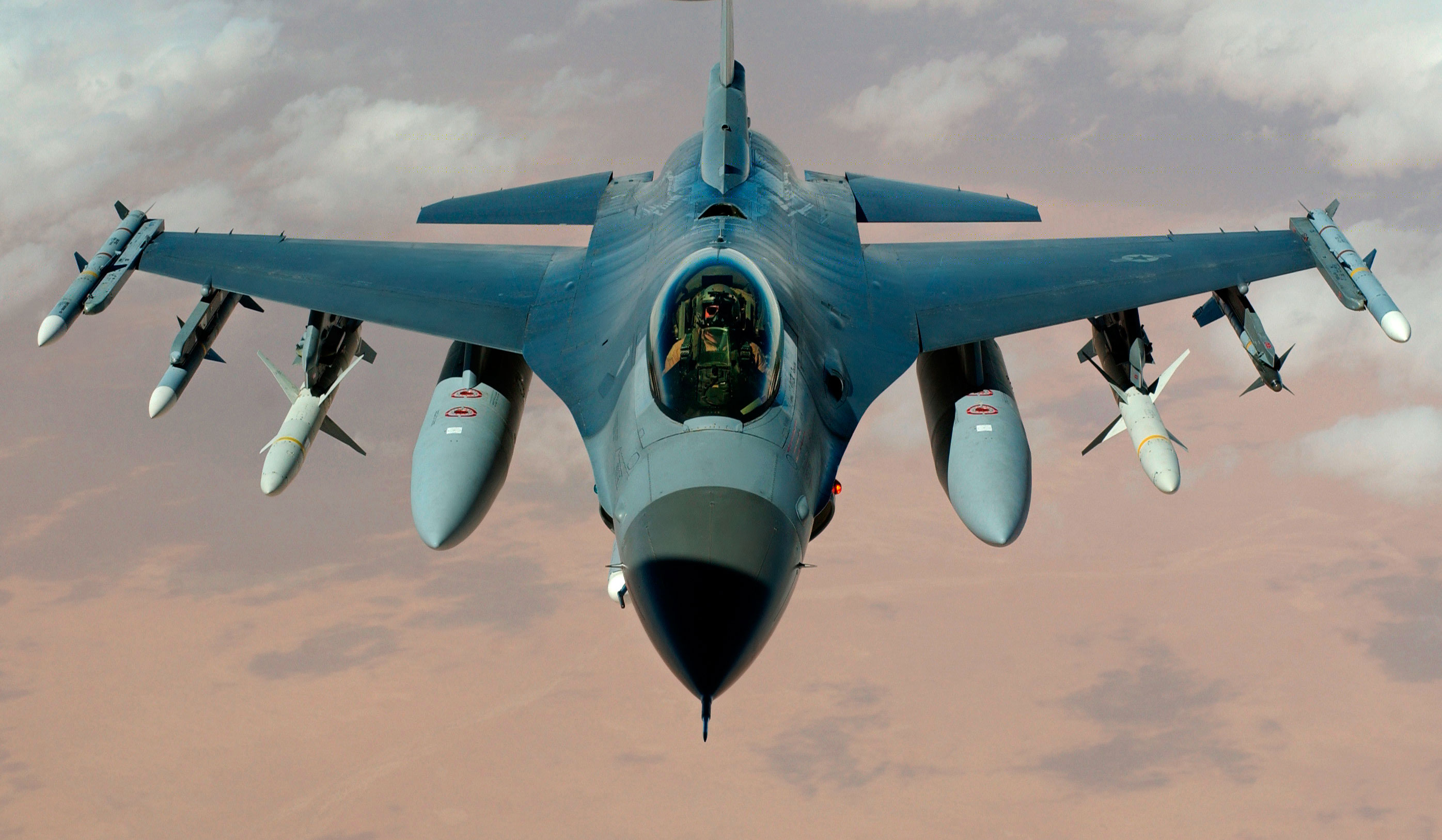
General Dynamics F-16

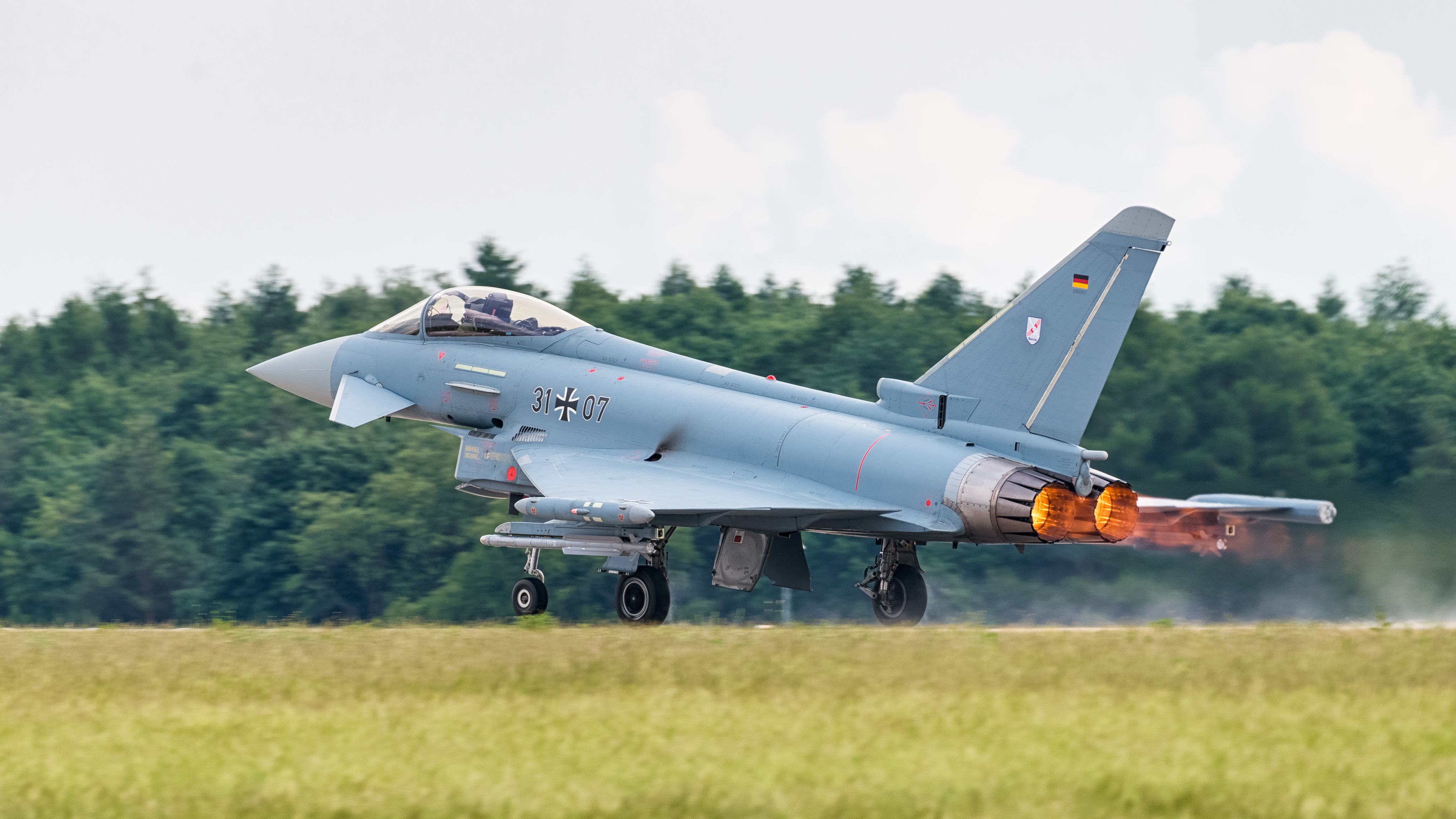
Eurofighter

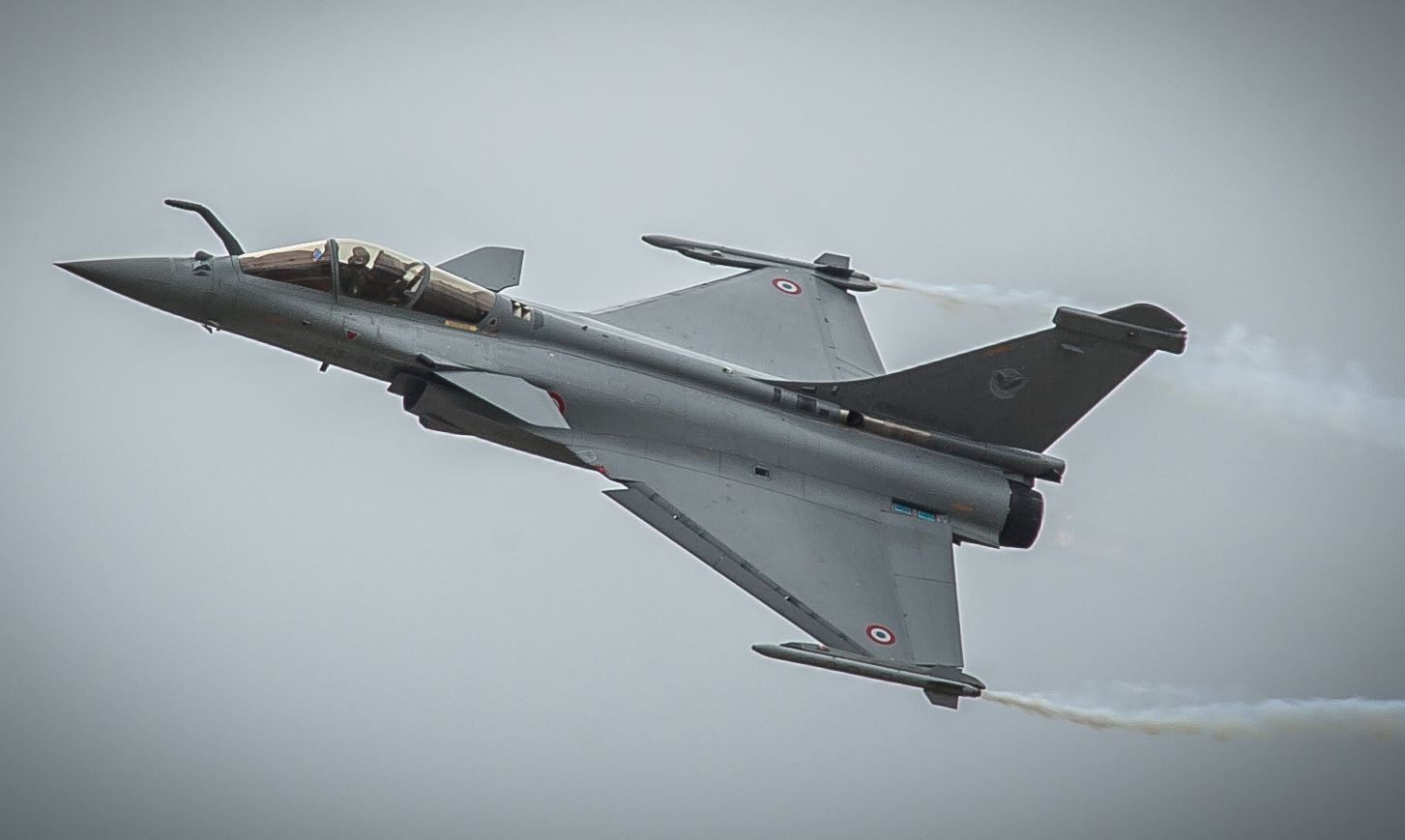
Rafale

Mehrzweckkampfflugzeuge (englisch multirole combat aircraft, abgekürzt MRCA) sind Kampfflugzeuge, die durch entsprechende Bewaffnung, Ausrüstung und Ausstattung mehrere Aufgaben erfüllen können, wie beispielsweise die Bekämpfung oder die Aufklärung von Zielen am Boden oder in der Luft.
Das erste so bezeichnete Kampfflugzeug ist der Panavia Tornado, der – je nach Ausstattung und Bewaffnung – als Jagdbomber, Jagdaufklärer oder Luftüberlegenheitsjäger eingesetzt werden kann. Um die alternde Lockheed F-104 zu ersetzen, schlossen sich zahlreiche Nutzerländer zusammen und initiierten das multirole aircraft (MRA)-Programm, das später zum multirole combat aircraft umbenannt wurde und zur Gründung der Panavia Aircraft GmbH (mit deutscher, italienischer, niederländischer und britischer Beteiligung) im Jahre 1969 führte.
Parallel zum Tornado wurden in den USA die Muster General Dynamics F-16 und McDonnell Douglas F/A-18 in Dienst gestellt, welche auch ohne strukturelle Umrüstungen die Anforderungen eines Mehrzweckkampfflugzeuges erfüllen.
Die Vorteile von Mehrzweckkampfflugzeugen liegen vor allem in der hohen Einsatzflexibilität, der Kostenersparnis bei Herstellung und Wartung und dem geringeren Aufwand für die Pilotenausbildung.

## Beispiele moderner Mehrzweckkampfflugzeuge
- Chengdu J-10
- Dassault Mirage 2000
- Dassault Rafale
- Eurofighter Typhoon
- General Dynamics F-16, Mitsubishi F-2
- HAL Tejas
- Lockheed Martin F-35
- McDonnell Douglas F-15E Strike Eagle
- McDonnell Douglas F/A-18, Boeing F/A-18
- Mikojan-Gurewitsch MiG-29
- Panavia Tornado
- Saab 39 Gripen
- Shenyang J-16
- Suchoi Su-30
- Suchoi Su-34
- Suchoi Su-35
- Suchoi Su-57